# Dávid Forgács
Dávid Forgács (Seghedino, 29 settembre 1995) è un calciatore ungherese, centrocampista o difensore svincolato.

## Caratteristiche tecniche
Ha iniziato la carriera giocando come trequartista o esterno offensivo, per poi venire provato come terzino prima nella nazionale ungherese Under-17 e successivamente con regolarità da Valter Bonacina, suo allenatore nella Primavera dell'Atalanta, con il quale è stato impiegato esclusivamente in questo ruolo.

## Carriera

### Club
Fino all'età di 14 anni ha giocato nel Tisza Volán, per poi trasferirsi all'Atalanta. Nel corso della stagione 2014-2015 sotto la guida dell'allenatore Stefano Colantuono ha anche collezionato alcune panchine in Serie A con la prima squadra neroazzurra, senza però riuscire ad esordire in partite ufficiali.
Nel giugno del 2015 viene ceduto in prestito al Pisa, squadra di Lega Pro; fa il suo esordio con i toscani giocando da titolare nella partita del primo turno eliminatorio di Coppa Italia. Nell'arco della stagione oltre alla presenza in Coppa Italia gioca anche 10 partite in campionato ed una in Coppa Italia Lega Pro. Con i toscani ottiene la promozione in Serie B dopo la vittoria dei play-off. 
Il 17 luglio 2016, dopo essere momentaneamente rientrato all'Atalanta per fine prestito, viene ceduto a titolo definitivo (con un contratto triennale) all'Ancona, sempre in Lega Pro. Esordisce con i dorici il 31 luglio 2016, segnando un gol nella partita del primo turno preliminare di Coppa Italia vinta per 4-3 in casa contro il Südtirol. Nel corso della stagione, che si conclude con la retrocessione in Serie D dei biancorossi, disputa in totale 24 partite in campionato, 2 partite in Coppa Italia e 3 partite in Coppa Italia Lega Pro.
Nell'estate del 2017 torna in patria, al Diósgyőr militante nella massima serie magiara. Fa il suo esordio con la sua nuova squadra alla prima giornata di campionato nella vittoria esterna per 2-0 contro il Vasas; il 26 agosto alla sua seconda apparizione segna il suo primo gol iniziando la rimonta che porterà la sua squadra a vincere 2-1 sul Mezőkövesd-Zsóry. Rimane in rosa fino al termine della stagione 2018-2019, collezionando in tutto 22 partite di campionato.
Dopo essere rimasto svincolato, il 21 gennaio 2020 si accasa al Nyíregyháza, club militante nella seconda serie magiara; esordisce il 9 febbraio nel pareggio contro il Békéscsaba restando in campo per tutti i 90 minuti. Successivamente a causa della sospensione del campionato per il propagarsi del COVID-19 che lo vede fortemente limitato nel giocare con continuità, il primo maggio dopo sole tre presenze rescinde il contratto che lo legava al club, restando nuovamente svincolato. Nell'estate del 2021 firma un contratto con il Győri ETO, altro club della seconda divisione ungherese. In seguito milita per un'ulteriore stagione in questa categoria con il Siófok.

### Nazionale
Ha giocato una partita amichevole con la maglia dell'Under-17 e 4 partite amichevoli con la maglia dell'Under-19, con cui ha anche disputato una partita negli Europei di categoria nel 2014. Il 1º giugno 2015 segna una rete nella partita del Mondiale Under-20 vinta dall'Ungheria per 5-1 contro i pari età della Corea del Nord. Successivamente gioca da titolare nella partita persa per 2-1 contro il Brasile, il 4 giugno. Gioca poi da titolare nella terza partita del girone (persa per 2-0 contro la Nigeria) mentre gioca 65 minuti nella sfida persa per 2-1 dopo i tempi supplementari contro la Serbia negli ottavi di finale.
Il 12 agosto 2015 ha giocato una partita amichevole con la maglia dell'Under-21 ungherese; il successivo 4 settembre ha esordito nelle qualificazioni agli Europei Under-21, nella partita vinta per 6-0 contro i pari età del Liechtenstein; nel corso della gara ha anche segnato il suo primo gol in carriera con la maglia dell'Under-21.

## Statistiche

### Presenze e reti nei club
Statistiche aggiornate al 20 settembre 2017.
| Stagione        | Squadra         | Campionato      | Campionato | Campionato | Coppe nazionali | Coppe nazionali | Coppe nazionali | Coppe continentali | Coppe continentali | Coppe continentali | Altre coppe | Altre coppe | Altre coppe | Totale | Totale |
| Stagione        | Squadra         | Comp            | Pres       | Reti       | Comp            | Pres            | Reti            | Comp               | Pres               | Reti               | Comp        | Pres        | Reti        | Pres   | Reti   |
| --------------- | --------------- | --------------- | ---------- | ---------- | --------------- | --------------- | --------------- | ------------------ | ------------------ | ------------------ | ----------- | ----------- | ----------- | ------ | ------ |
| 2014-2015       | Atalanta        | A               | 0          | 0          | CI              | 0               | 0               | -                  | -                  | -                  | -           | -           | -           | 0      | 0      |
| 2015-2016       | Pisa            | LP              | 10         | 0          | CI+CI-LP        | 1+1             | 0+0             | -                  | -                  | -                  | -           | -           | -           | 12     | 0      |
| 2016-2017       | Ancona          | LP              | 24         | 0          | CI+CI-LP        | 2+3             | 1+0             | -                  | -                  | -                  | -           | -           | -           | 29     | 1      |
| 2017-2018       | Diósgyőr        | NBI             | 14         | 1          | MK              | 2               | 1               | -                  | -                  | -                  | -           | -           | -           | 16     | 2      |
| Totale carriera | Totale carriera | Totale carriera | 48         | 1          |                 | 9               | 2               |                    | -                  | -                  |             | -           | -           | 57     | 3      |